# Rolf Rüdiger Reichardt
Rolf Rüdiger Reichardt (* 18. September 1940 in Grabig, Kreis Sorau) ist ein deutscher Politiker (CDU). Er war von 1980 bis 1988 Generalsekretär der CDU Schleswig-Holstein und von 1987 bis 1988 Mitglied des Landtags von Schleswig-Holstein.

## Leben
Rolf Rüdiger Reichardt schloss die Schule mit dem Abitur ab. 1961 wurde er Offiziersanwärter in der Bundeswehr. Nach seiner Ausbildung zum Panzergrenadier wurde er im Truppen- und Stabsdienst als Zugführer, Kompaniechef, Personalstabsoffizier und stellvertretender Bataillonskommandeur eingesetzt, bevor er Studentenfachbereichsleiter an der Bundeswehruniversität Hamburg wurde. Im Verlauf seiner Militärlaufbahn wurde er 1977 zum Oberstleutnant befördert. Nachdem er die Bundeswehr verlassen hatte, war er von 1980 bis 1988 Generalsekretär der CDU Schleswig-Holstein.
Reichardt war bereits 1965 in die CDU eingetreten. Ab 1970 war er Mitglied in der Stadtvertretung von Bargteheide, von 1974 bis 1986 war er dort CDU-Fraktionsvorsitzender. 1983 wurde er Vorsitzender des Landesfachausschusses Sicherheitspolitik. Bei der Landtagswahl in Schleswig-Holstein 1987 wurde er über die Landesliste der CDU in den schleswig-holsteinischen Landtag gewählt, er war Abgeordneter vom 2. Oktober 1987 bis zum 31. Mai 1988. Er war während dieser Zeit im Eingabenausschuss und im Innen- und Rechtsausschuss tätig und ab dem 10. November auch Mitglied des G 10-Gremiums des Kieler Landtags.
Er ist verheiratet und Vater von vier Kindern.